# Membre supérieur (anatomie humaine)
Pour les articles homonymes, voir Bras.
Pour un article plus général, voir Squelette humain.
 (septembre 2014).
Chez l'homme et chez les bipèdes, les membres supérieurs (ou bras dans le langage courant) sont les deux membres reliés au tronc par le biais des épaules.
Le membre supérieur est en relation directe avec la portion inférieure latérale du cou. Il est relié au tronc grâce à de nombreux muscles et grâce à l’articulation sternoclaviculaire.
En se basant sur la répartition des articulations et sur la structure osseuse du membre supérieur, on peut alors le diviser en quatre parties : l’épaule, le bras, l'avant-bras et la main. L’épaule relie le membre supérieur au tronc. Le bras est compris entre l’épaule et le coude, l’avant-bras entre le coude et le poignet et la main suit le prolongement du poignet.

## Terminologie
Dans le langage courant le terme "bras" désigne le membre supérieur dans son ensemble comprenant l'épaule, l'aisselle, le bras (du point de vue anatomique), l'avant-bras et la main.
En anatomie, on distingue également la partie libre du membre supérieur, également appelé bras dans le langage courant, comprenant les segments suivants : 
- le bras (au sens anatomique),
- le coude,
- l'avant-bras
- le poignet,
- la main.

## Anatomie topographique

### Épaule
L'épaule est le segment du membre supérieur qui relie sa partie libre au thorax au niveau de la ceinture pectorale.
Elle renferme un complexe articulaire d'une très grande mobilité constituée de trois os auquel on ajoute chez certains auteurs la partie supérieure du sternum :
- l'humérus,
- la scapula (ou omoplate),
- la clavicule,
- Le manubrium sternal (une partie du sternum)

et de quatre articulations :
- l'articulation gléno-humérale entre l'humérus et la scapula,
- l'articulation acromio-claviculaire entre la scapula et la clavicule,
- l'articulation sterno-claviculaire entre la clavicule et les os du thorax (sternum et la première côte),
- l'articulation scapulo-thoracique entre la scapula et la cage thoracique.

Elle correspond à la région deltoïdienne.

### Aisselle
L'aisselle ou creux axillaire est le segment qui relie la partie libre du membre supérieur au thorax et située sous l'épaule.
Elle est limitée en avant et en arrière par les plis axillaires antérieur et postérieur.
Elle correspond à la région axillaire. Cette région inclut la fosse axillaire qui est une zone de passage entre le thorax, le cou et la partie libre du membre supérieur renfermant un important complexe neurovasculaire.

### Bras
Le bras, au sens anatomique, est le segment proximal de la partie libre du membre supérieur. Il relie l'épaule et l'aisselle au coude.
Il comporte un os, l'humérus et trois muscles importants à cet étage : le muscle brachial, le muscle triceps brachial et le muscle biceps brachial. 
Sa vascularisation dépend de l'artère humérale.
La région brachiale comporte deux régions : les régions brachiales antérieure et postérieure avec l'humérus comme plan de référence.
Dans la partie inférieure de la région brachiale antérieure se trouvent les sillons bicipitaux médial et latéral.

### Coude
Le coude est le segment de la partie libre du membre supérieur reliant le bras à l'avant-bras.
C'est la zone de flexion et d'extension de l'avant-bras sur le bras. Il participe également dans les mouvements de pronation et de supination de l'avant-bras..
Il renferme un système articulaire : l'articulation du coude qui met en jeu trois os :
- l'humérus,
- le radius,
- l'ulna,

et qui se compose de trois articulations :
- l'articulation huméro-ulnaire entre l'humérus et l'ulna,
- l'articulation huméro-radiale entre l'humérus et le radius,
- l'articulation radio-ulnaire proximale entre le radius et l'ulna.

Il constitue la région cubitale constituée des régions cubitales antérieure et postérieure. La région antérieure formant le pli du coude et abritant la fosse cubitale. La région cubitale est la zone de communication neurovasculaire entre le bras et l'avant-bras.

### Avant-bras
L'avant-bras est le segment de la partie libre du membre supérieur compris entre le coude et le poignet.
Son squelette est constitué de deux os : l'ulna en dedans et le radius en dehors. Le système articulaire entre ces deux os au niveau du coude et du poignet permet les mouvements de pronation et de supination de l'avant-bras et de la main.
Il constitue la région antébrachiale divisée en deux régions antébrachiales antérieure et postérieure avec l'ulna et le radius comme plan de référence.
Ces deux régions sont séparées par le bord médial ou interne de l'avant-bras en dedans, et par le bord latéral ou externe de l'avant-bras en dehors.

### Poignet
Le poignet est le segment de la partie libre du membre supérieur reliant l'avant-bras à la main.
Son squelette est constitué des os du carpe de : le scaphoïde, le lunatum, le triquétrum, le pisiforme, le trapèze, le trapézoïde, le capitatum et l'hamatum.
C'est la zone de flexion, d'extension, d'adduction, d'abduction, de pronation et de supination de la main par rapport à l'avant-bras grâce au système articulaire qu'il contient.
Ce système articulaire est constitué du radius, de l'ulna et des os du carpe constituant 
- l'articulation radio-carpienne entre le radius et les trois os du carpe proximaux (le scaphoïde, le lunatum et le triquetrum) contribuant aux mouvements de flexion, d'extension, d'adduction et d'abduction,
- l'articulation radio-ulnaire distale entre le radius et l'ulna qui contribue aux mouvements de pronation et de supination de la main.

Il correspond à la région carpienne constituée des régions carpiennes antérieure et postérieure.
Latéralement se trouve une dépression : la tabatière anatomique.
C'est la zone de communication entre l'avant-bras et la main et héberge un important complexe neurovasculaire et tendineux avec en particulier dans la région carpienne antérieure le canal carpien.

### Main
La main est le segment terminal de la partie libre du membre supérieur.
Elle est constituée du métacarpe et de cinq doigts qui sont de dehors en dedans : le pouce, l'index, le médius, l'annulaire et l'auriculaire.
Le squelette de la région métacarpienne est constitué des cinq métacarpiens.
Le squelette des doigts est constitué de trois phalanges pour les doigts dit longs : l'index, le médius, l'annulaire et l'auriculaire. Le pouce ne possédant que deux phalanges
L'ensemble de la main contient un ensemble d'articulations permettant une grande mobilité des doigts et en particulier la capacité de mise en opposition du pouce :
- les articulations du carpe :
  - l'articulation médio-carpienne entre les rangées proximale et distale des os du carpe,
  - l'articulation de l'os pisiforme entre le pisiforme et le triquétrum ;
- les articulations carpo-métacarpiennes entre les os de la rangée distale des os du carpe et les métacarpiens et en particulier celle du pouce jouant un rôle important pour sa mise en opposition,
- les articulations intermétacarpiennes entre les métacarpiens contigus à l'exception du premier métacarpien (celui du pouce),
- les articulations métacarpo-phalangiennes entre les métacarpiens et les phalanges proximales,
- les articulations interphalangiennes deux pour chaque doigt (une proximale et une distale) à l'exception du pouce qui n'en possède qu'une.

La main est constituée d'une face dorsale et d'une face palmaire.
Au niveau de la face palmaire deux reliefs musculaires sont visibles : latéralement l'éminence thénar et médialement l'éminence hypothénar
Les doigts présentent chacun une face palmaire et une face dorsale. Entre chaque paire de doigts contigus se trouvent les espaces interdigitaux.

## Anatomie descriptive

### Ostéologie

Schéma du squelette du bras Humain.

#### Ceinture du membre supérieur

##### Clavicule

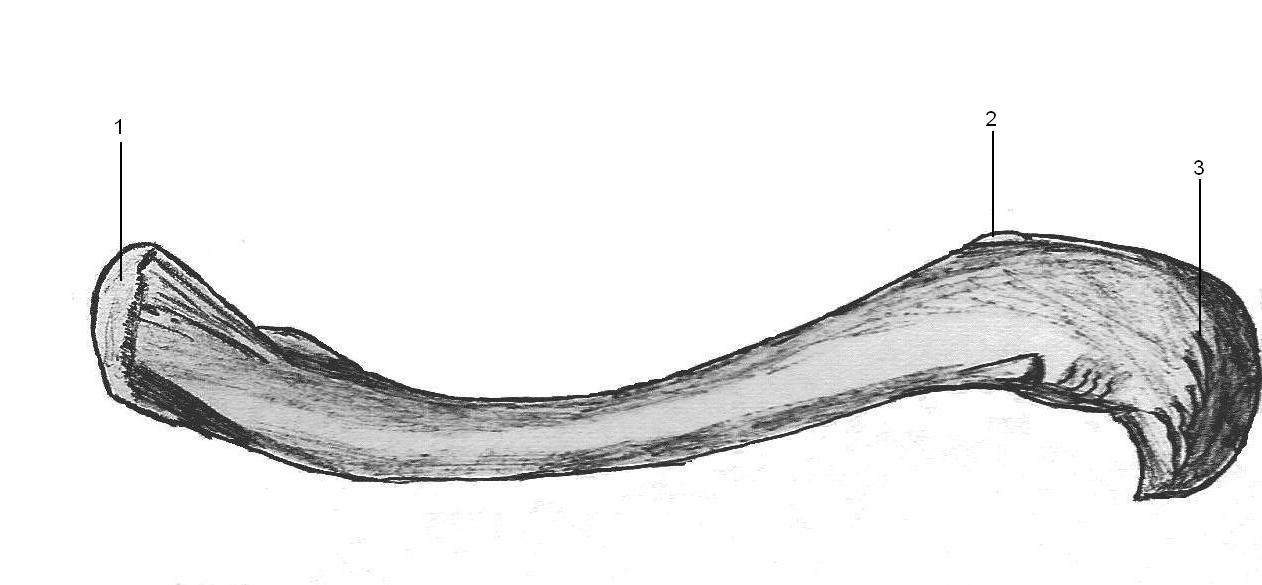
Clavicule en vue antérieure chez l'Humain

La clavicule est convexe en avant dans ses deux tiers médiaux, et concave en avant dans son tiers latéral. Elle s'articule médialement avec le sternum et la première côte, formant l'articulation sterno-costo-claviculaire (renforcée par un disque), et latéralement avec l'acromion de la scapula qui passent en voûte au-dessus de l’articulation glénohumérale de la scapula et au-dessus de la tête de l’humerus. Elle est palpable à la base du cou, et sa face interne est directement en rapport avec les vaisseaux (comme l'artère subclavière) qui avec sa veine satellite passe du tronc au membre supérieur en passant au-dessus de la partie supérieure de la 1re côte pour rejoindre l’ouverture axillaire ainsi que la fosse axillaire pour rejoindre le membre supérieur.

##### Scapula

Animation montrant les scapula droite et gauche chez l'Humain.

La scapula (ou omoplate) est un os plat et large, situé à la face dorsale du gril costal. Elle est en rapport avec les sept premières côtes. À sa face postérieure, elle présente au quart supérieur une saillie palpable, dirigée en haut et en dehors : l'épine de la scapula. Cette épine délimite deux fosses : la fosse supra-épineuse et la fosse infra-épineuse, où se situent de nombreux muscles adducteurs et rotateurs du bras. Elle présente également, latéralement, deux processus : l'acromion et le coracoïde. À l'extrémité latérale de l'épine se situe l'acromion, qui s'articule avec la partie latérale de la clavicule. Au-dessus de la glène (la fosse où s'insère la tête de l'humérus, formant l'articulation gléno-humérale) se situe le processus coracoïde, palpable au-dessus de l'aisselle, et où s'insèrent notamment le chef court du biceps brachial et le muscle coracobrachial.

#### Partie libre du membre supérieur

##### Humérus
L'humérus est l'os unique du bras. Il s'articule avec plusieurs os :
- avec l'épaule : articulation gléno-humérale
- avec le radius et l’ulna.

Cet os est un os long : deux épiphyses et une diaphyse.

##### Radius et ulna
Le radius et l'ulna (ou cubitus) sont articulés avec l'humérus dans leur partie proximale et avec la rangée proximale des os du carpe dans leur partie distale (scaphoïde, lunatum, triquetrum et pisiforme).
Le radius est articulé avec l'humérus au niveau de la trochlée et du capitulum sur sa face antérieure. À la face postérieure, seule l'ulna s'articule avec l’humérus.
Le radius et l'ulna sont tous les deux liés par des surfaces articulaires et une membrane inter-osseuse. Le muscle visible comme « le muscle de l'avant-bras » est le muscle brachioradial.
La main articulée avec le radius permet d’orienter la main soit la paume vers l’arrière soit vers l’avant. La pronation est l’orientation de la paume de la main vers l’arrière, elle est réalisable grâce à la rotation de la partie distale du radius autour de l’os adjacent, l’ulna ainsi que grâce au coude qui permet à la partie proximale du radius de passer sous l’humérus tout en glissant contre la partie supérieure de l’ulna. La supination quant à elle permet de revenir en position anatomique de référence.

##### Os du carpe
Le carpe est composé de huit os en deux rangées :
- la rangée proximale comporte le scaphoïde, le lunatum, le triquetrum et le pisiforme ;
- la rangée distale contient le trapèze, le trapézoïde, le capitatum et l'hamatum.

##### Métacarpiens
Le métacarpe contient cinq os de type long, les métacarpiens. En haut il s'articule avec la rangée distale du carpe (trapèze, trapézoïde, os crochu, grand os) par l'articulation carpo-métacarpienne et en bas avec l’extrémité proximale de la phalange par des articulations métacarpo-phalangiennes.

##### Phalanges
Les phalanges proximale, intermédiaire et distale constituent le squelette de chacun des cinq doigts (sauf le premier qui ne comporte que deux phalanges).
Des petits os surnuméraires, inconstants et variables d'un individu à l'autre, sont présents dans le squelette de la main, ce sont les os sésamoïdes.

### Articulations
Le membre supérieur comporte trois zones articulaires principales et les articulations de la main.

#### Épaule
L'épaule est composée de cinq articulations différentes impliquant la scapula, l'humérus, la clavicule et le sternum :
- L'articulation gléno-humérale, entre la scapula et la tête humérale. C'est une articulation mobile (diarthrose) de type énarthrose. Le faible recouvrement de la tête humérale par la cavité glénoïdale est compensé par la présence d'éléments de renforcement :
  - Le bourrelet glénoïdal : anneau fibro-cartilagineux qui repose sur le bord de la cavité glénoïdale et permet d’en augmenter la surface et la profondeur.
  - Les ligaments gléno-huméral, coraco-huméral et acromio-coracoïdien.
  - Les tendons du long biceps et du long triceps.
- L'articulation acromio-claviculaire.
- L'articulation sterno-claviculaire.
- L'articulation scapulo-thoracique.
- La bourse deltoïdienne, bourse de glissement entre le deltoïde et la tête humérale.

#### Coude
Le coude comporte trois articulations impliquant la trochlée et le capitulum huméraux, l'incisure ulnaire et la tête radiale :
- L'articulation huméro-ulnaire (diarthrose de type trochléen).

- L'articulation huméro-radiale (diarthrose de type énarthrose).
- L'articulation radio-ulnaire proximale (diarthrose de type trochoïde).

Il existe des moyens d'union permettant la consolidation du coude et empêchant les mouvements latéraux :
- La capsule articulaire, doublée de la membrane synoviale.
- Le ligament collatéral radial, divisé en trois faisceaux (antérieur, moyen, postérieur), n'ayant pas d'insertion sur le radius
- Le ligament collatéral ulnaire, divisé en trois faisceaux (antérieur, moyen, postérieur)
- Le ligament annulaire (stabilisant l'articulation radio-ulnaire proximale)
- Le ligament carré (stabilisant aussi l'articulation radio-ulnaire proximale)
- La congruence osseuse et notamment le processus olécranien de l'ulna venant se loger dans la fosse olécranienne de l'humérus en extension de coude.

Quelle que soit la position de l'avant-bras, il y a toujours au moins un des faisceaux du ligament collatéral radial et du ligament collatéral ulnaire tendu de chaque côté, ce qui explique l'extrême stabilité face au varus et valgus de coude.
Le coude possède deux axes de mobilité : flexion-extension et prono-supination.

#### Poignet
Le poignet comporte deux niveaux articulaires impliquant le radius et les os du carpe :
- L'articulation radio-carpienne (diarthrose de type condylien), entre le radius et les os du carpe,
- L'articulation radio-ulnaire distale entre l'ulna et le radius.

Le poignet possède deux axes de mobilité : flexion-extension et adduction-abduction.

#### Articulations de la main
- L'articulation médio-carpienne, entre la première et la deuxième rangée des os du carpe.
- L'articulation de l'os pisiforme, entre le pisiforme et le triquétrum.

- Les articulations carpo-métacarpiennes se situent entre la deuxième rangée des os du carpe et les métacarpiens.
- Les articulations métacarpophalangiennes se situent entre chaque métacarpien et chaque phalange proximale.
- Les articulations interphalangiennes sont les articulations intrinsèques des doigts.

### Muscles
- Muscles du bras : on distingue deux loges :
  - La loge antérieure contient deux plans :
    - Plan superficiel : muscle biceps brachial (chef court et chef long)
    - Plan profond : muscle brachial et Muscle coracobrachial.

  - La loge postérieur : muscle triceps brachial (chefs long, médial et latéral).

- Muscles de l'épaule : on distingue quatre loges : 
  - La loge latérale : muscle deltoïde
  - La loge médiale : muscle dentelé antérieur
  - La loge antérieur : muscle subclavier, muscle petit pectoral et muscle grand pectoral.
  - La loge postérieure : muscle supra-épineux, muscle infra-épineux, muscle petit rond, muscle grand rond, muscle subscapulaire et muscle grand dorsal.

- Muscles de l'avant bras : on distingue trois loges :
  - La loge antérieure contient trois plans :
    - Plan superficiel : muscles rond pronateur, fléchisseurs radial et ulnaire du carpe et long palmaire.
    - Plan moyen : muscle fléchisseur superficiel des doigts.
    - Plan profond : muscles fléchisseur profond des doigts, long fléchisseur du pouce et carré pronateur.

  - La loge postérieure contient deux plans :
    - Plan superficiel : muscle anconé, muscles extenseur ulnaire du carpe, extenseur du petit doigt et extenseur des doigts.
    - Plan profond : muscles long abducteur du pouce, court et long extenseurs du pouce, extenseur de l'index.

  - La loge latérale : muscle brachioradial, long et court extenseurs radiaux du carpe et muscle supinateur.

- Muscles de la main : vingt muscles occupent la région palmaire de la main. Ils se divisent en trois loges :
  - La loge thénare (latérale) : muscles court abducteur du pouce, adducteur du pouce, opposant du pouce et court fléchisseur du pouce.
  - loge hypothénarienne (médiale): muscles court palmaire, abducteur du petit doigt, court fléchisseur du petit doigt, opposant du petit doigt.
  - La loge palmaire moyenne : contient quatre muscles lombricaux, trois interosseux palmaires et quatre dorsaux.

### Vaisseaux
L'artère principale du membre supérieur est l'artère subclavière qui naît de l'aorte directement à gauche et du tronc brachio-céphalique à droite. À son passage dans la région axillaire, elle devient artère axillaire, puis artère brachiale en arrivant dans la région brachiale. Cette artère brachiale va donner de nombreuses branches :
- Les artères circonflexes de l'humérus, qui vont former un réseau anastomotique important au niveau du bras.
- L'artère brachiale profonde
- L'artère radiale, qui donne naissance à l'arcade palmaire profonde.
- L'artère interosseuse.
- L'artère ulnaire, qui donne naissance à l'arcade palmaire superficielle.

### Nerfs

Territoires sensitifs du membre supérieur

La sensibilité et la motricité du membre supérieur est fournie par le plexus brachial qui est composé des nerfs issus des racines spinales de C5 à T1.
Dans le triangle postérieur de la nuque, ces racines forment trois troncs (supérieur, moyen et inférieur) qui entrent dans la région axillaire afin d'innerver les muscles des compartiments antérieurs et postérieurs du membre. Ces troncs échangent des fibres nerveuses pour finalement former, dans la région axillaire, trois faisceaux (médial, latéral et postérieur) qui donneront les principales branches terminales ainsi que de nombreuses collatérales.
Les muscles du membre supérieur sont innervés de manière segmentaire de telle sorte que les muscles proximaux (supérieurs) sont innervés par les racines C5-C6 et les muscles distaux (inférieurs) par les racines C8-T1.
Le plexus brachial est responsable de l'innervation motrice et sensitive du membre supérieur :

#### Innervation motrice
- Le nerf axillaire qui sort par l'espace quadrilatère formé par les bords inférieur du petit rond, supérieur du grand rond, latéral du long triceps et médial de l'humérus. Il innerve les muscles deltoïde et petit rond.
- Le nerf musculocutané innerve les trois muscles de la région antérieure du bras (biceps, coraco-brachial et brachial).
- Le nerf médian qui suit le trajet de l'artère axillaire (qui deviendra brachiale) et innerve tous les muscles du compartiment antérieur de l'avant-bras à l'exception du fléchisseur ulnaire du carpe et du fléchisseur profond des doigts. Il innerve également les muscles thénariens externes et les premier et deuxième lombricaux.
- Le nerf ulnaire innerve les muscles du compartiment antérieur de l'avant-bras et de la main qui ne sont pas innervés par le nerf médian (fléchisseur ulnaire du carpe, fléchisseur profond des doigts, thénariens internes et hypothénariens).
- Le nerf radial innerve les muscle de la région postérieure du bras et de l'avant-bras.
- Des nerfs collatéraux :
  - Le nerf supra-scapulaire qui passe dans l'échancrure coracoïdienne, sous le ligament coracoïdien, et innerve les muscle supra-épineux et infra-épineux.
  - Les nerfs pectoraux médial (muscles grand et petit pectoraux) et latéral (muscle grand pectoral uniquement).
  - Les nerfs subscapulaire inférieur (muscle subscapulaire et grand rond) et supérieur (muscle subscapulaire uniquement).

#### Innervation sensitive
- Le nerf axillaire, via le nerf cutané latéral supérieur du bras, donne la sensibilité du moignon de l'épaule.
- Le nerf musculocutané, via le nerf cutané latéral de l'avant-bras innerve les faces antérieure et postérieure de la partie latérale de l'avant-bras.
- Le nerf radial possède plusieurs branches cutanées :
  - Les nerfs cutanés postérieur et latéral inférieur du bras.
  - Le nerf cutané postérieur de l'avant bras innervant la partie médiale de la face postérieure de l'avant-bras.
  - Des rameaux digitaux pour la face dorsale des trois premiers doigts et la moitié du quatrième (à l'exception de la dernière phalange).
- Les nerfs cutanés latéral et médial de l'avant-bras.
- Le nerf médian donne la sensibilité de la face palmaire et de la partie dorsale de la dernière phalange pour les trois premiers doigts et la moitié du quatrième.
- Le nerf ulnaire donne la sensibilité des faces palmaire et dorsale pour la deuxième moitié du quatrième doigt et pour le cinquième.

## Anatomie comparée

### Terminologie
Le terme « membre supérieur » ne peut s'appliquer qu'aux espèces bipèdes ou occasionnellement bipèdes. Pour l'ensemble des espèces on emploie plutôt le terme « membre thoracique » pour lever l'ambiguïté posturale de supérieur ou antérieur.

### Rôle général
Pour la plupart des vertébrés terrestres, le membre thoracique s'est adapté à la quadrupédie et intervient essentiellement dans la locomotion. Sa structure est donc adaptée aux trois principaux modes de locomotion : onguligrade, digitigrade ou plantigrade et optimisée pour la vitesse et l'endurance. Cependant cette optimisation peut être sacrifiée pour d'autres fonctions comme creuser, manipuler des objets ou grimper.